# Dondon
Dondon (mismo nombre tanto en francés como en criollo haitiano) es una comuna de Haití que está situada en el distrito de San Rafael de la Angostura, del departamento de Norte.

## Historia
Fundado con el nombre de Trou de Dondon por colonos franceses, pasó a ser la comuna actual en 1698.
Durante la Revolución haitiana, fue ocupada por las milicias españolas de Jean-François Papillón y Georges Biassou hasta su derrota el 14 de octubre de 1795.

## Secciones
Está formado por las secciones de:
- Brostage
- Bassin Caïman
- Matador
- Laguille (que abarca la villa de Dondon)
- Haut du Trou

## Demografía
| Gráfica de evolución demográfica de Dondon entre 2009 y 2015 |
|                                                              |

Los datos demográficos contemplados en este gráfico de la comuna de Dondon son estimaciones que se han cogido de 2009 a 2015 de la página del Instituto Haitiano de Estadística e Informática (IHSI). 